# Incubus (película de 1966)
Este artículo es sobre una película. Para la banda estadounidense de rock alternativo véase Incubus (banda)
Incubus es una película de terror  rodada en blanco y negro en 1965, restaurada en 2001. Dirigida por Leslie Stevens, fue el segundo largometraje con diálogos completamente en esperanto, con subtítulos en inglés o francés.

## Argumento
En la aldea de Nomen Tuum se halla un antiguo pozo conocido por la creencia de que sus aguas no sólo son curativas, sino que embellecen a quien bebe de ellas. Por esta razón, hasta aquí son atraídos tanto enfermos como vanidosos y corruptos, que han hecho que el lugar se haya convertido en el objeto de la acción de súcubos, es decir, demonios con forma de jóvenes mujeres, que tratan de conducir a las almas hacia el dios de la Oscuridad.

## Trama
Kia (Allyson Ames), cansada de su labor como súcubo, se propone el reto de hacerse con un alma noble. Tal y como le confiesa a su hermana Amael (Eloise Hardt): «Quiero encontrar un santo y segarle la vida,  destruirle,  colocar mi pie sobre su cuello bendito y hacerle gritar para oír sus alaridos, su llanto, y entonces empujarlo derecho al infierno… ¡entonces yo seré un demonio, seré la hija favorita de Dios!». Para cristalizar tal deseo centra sus esfuerzos en Marko (William Shatner), un joven soldado que junto a su hermana Arndis acude a la fuente para curarse. Amael, más sabia y experimentada que Kia, duda que los planes de esta última puedan surtir efecto, y sus temores se hacen realidad: Kia y Marko se enamoran. Amael, testigo de cómo su hermana ha sido «corrompida con el bien», recurre a Incubus (Milos Milos), el señor del Reino de la Oscuridad.

## Estilo e influencia
El tema básico del largometraje es la lucha eterna entre el bien y el mal. A pesar de contar con un bajo presupuesto, el director Leslie Stevens, autor de la saga Más allá del límite, consiguió crear un ambiente repleto de escenas terroríficas prescindiendo en gran medida de la violencia. Numerosos expertos en cine reconocen en la película cierta paralelidad con las célebres obras del sueco Ingmar Bergman y el japonés Akira Kurosawa. Es especialmente loable la contribución de los cámaras Conrad Hall y William A.Fraker; ambos han sido bastante premiados, el primero incluso recibió dos Óscar por su labor en American Beauty y Dos hombres y un destino.
En la lista de reparto sólo aparecen seis actores, de los cuales tan sólo uno cuenta hoy en día con gran reputación: William Shatner (en el papel de Marko), que saltó a la fama por su papel de Capitán Kirk en la saga Star Trek.

## Lenguaje
Los diálogos están completamente en esperanto, lengua planificada creada por el polaco L. L. Zamenhof en 1887. Sin embargo, hay que decir que la pronunciación de los actores deja mucho que desear, lo que en cierta medida resta calidad a la película (especialmente en lo que se refiere al público esperantista). El motivo es que el director Leslie Stevens quería crear un ambiente ajeno y misterioso, y acentuar esa intención con una lengua que –según él– no hablase ningún pueblo de la tierra. Para solucionar ese problema se pensó en usar en un principio un idioma sin sentido, a lo que los actores se negaron. Como el volapük tampoco les agradaba, se decidió que fuese en esperanto como se expresasen las fuerzas de la oscuridad. El uso de este idioma se presenta como un medio estilístico, ya que en realidad los actores no lo hablaban, y ni siquiera fueron entrenados para ello, por lo que su pronunciación es muy defectuosa. La importancia de la utilización del esperanto es tal, que el director prohibió que se doblara a otros idiomas. Sin embargo, el nombre de la película está en latín y significa "íncubo", que en esperanto es "inkubo".

## Acontecimientos posteriores
Tras el rodaje y estreno de la película ocurrieron una serie de fatalidades que dieron lugar a la creación de una cierta leyenda alrededor de ella. 
Así, la actriz Ann Atmar (en el papel de Arndis) se suicidó poco después del rodaje. Tampoco Milos Milos (en el papel de Incubus) llegó a  anciano: en 1966 mató a su novia y luego se suicidó. Eloise Hardt (Amael) sufrió una tragedia familiar: su hija fue raptada y luego asesinada. Incluso la propia película desapareció durante muchos años: la cinta original, ya sea por error o accidente, se quemó en un laboratorio y las copias existentes se habían perdido o estropeado. El productor Anthony Taylor buscó durante 30 años alguna copia, y en 1996 encontró una en el archivo de la Cinémathèque française, una productora parisina. A partir de esa última la película fue restaurada en 2001 y reeditada en DVD.

## Enlaces
- Página oficial de Incubus (en inglés)
- Sobre el esperanto en el cine

- Datos: Q1363166